# ハルメレン鉄道事故
ハルメレン鉄道事故（オランダ語: De treinramp bij Harmelen）とは1962年1月8日（月曜日）の9時19分（現地時間）にユトレヒト-ロッテルダム線のユトレヒト州のハルメレン村付近を通る区間で発生した事故である。2本の列車が衝突し93人が死亡、52人が負傷し、オランダの鉄道史上最悪の鉄道事故となった。

## 背景
事故当日、ブリューケレン – ウールデン線とユトレヒト – ハウダ線が合流するジャンクションがある干拓地に濃霧が立ち込めていた。
この事故はハルメレン鉄道事故 (Treinramp bij Harmelen) として知られているが、事故現場は当時、隣接自治体のカメリクに属していたプットコープ (De Putkop) という小さな町であった。De doden werden daarom in het overlijdensregister van de gemeente Kamerik bijgeschreven.1964年にプットコープはハルメレンに編入された。
事故当時すでにATB-EG (初代ATB)という自動列車保安装置の導入が進行中であったが、ハルメレンの軌道や事故を起こした両列車には装備されていなかった。

## 事故列車
事故を起こした列車は以下の2本であった。

### 第464普通列車

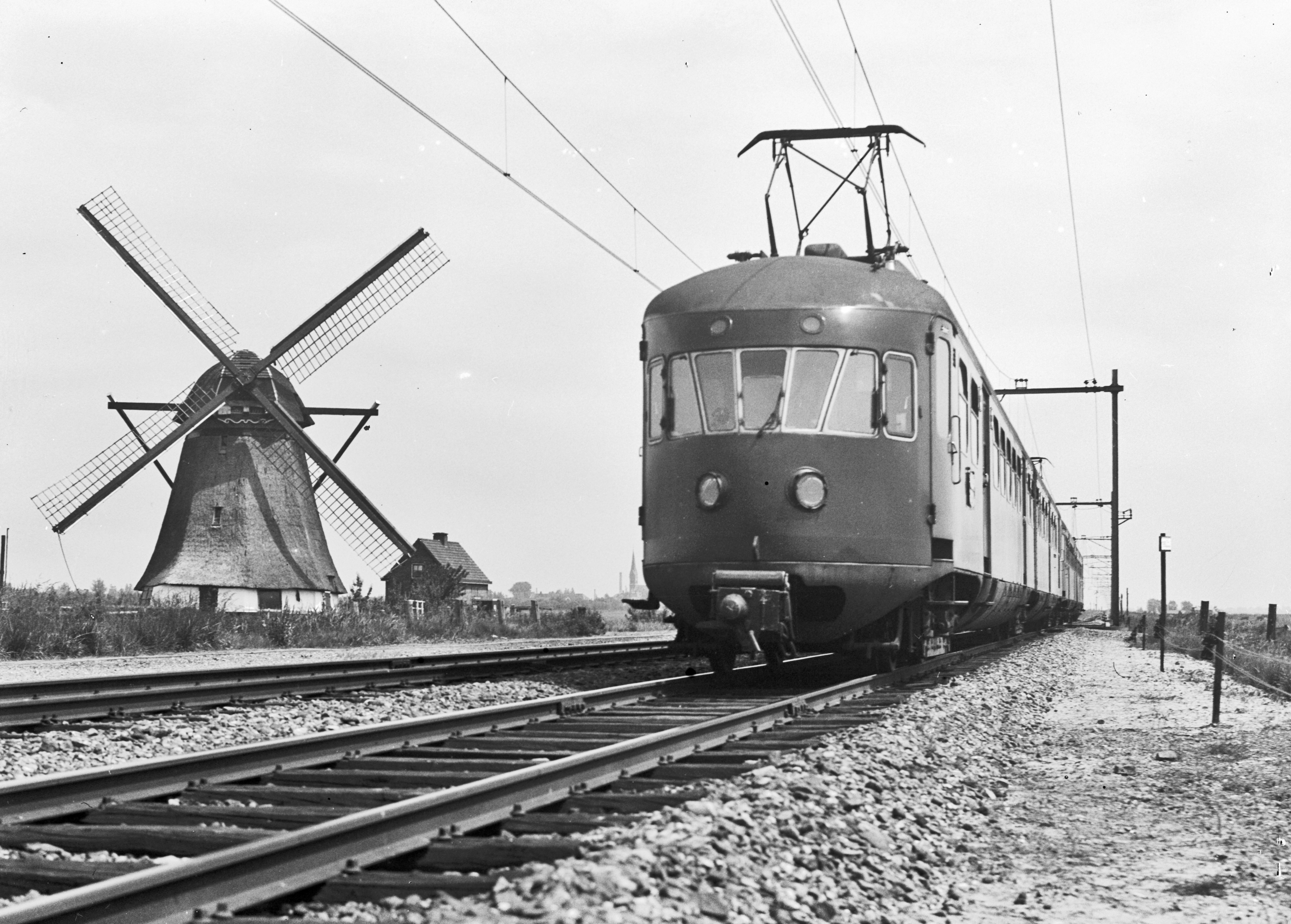
Mat '46型電車

第464普通列車はロッテルダム-ハウダ - ウールデン - ブリューケレン - アムステルダムを走る電車であった。この電車はElD4 700（4両編成）と 297（2両編成）で編成されており、計6両で車両はすべてMat '46型 (Mat '46) であった。
- BDk 700 + Br 700 + A 700 + Bk 700 + ABDk 297 + Bk 297[3] 列車は運転士のFictoorが運転しておりウールデンを9時15分頃に発車した。

### 第164快速列車

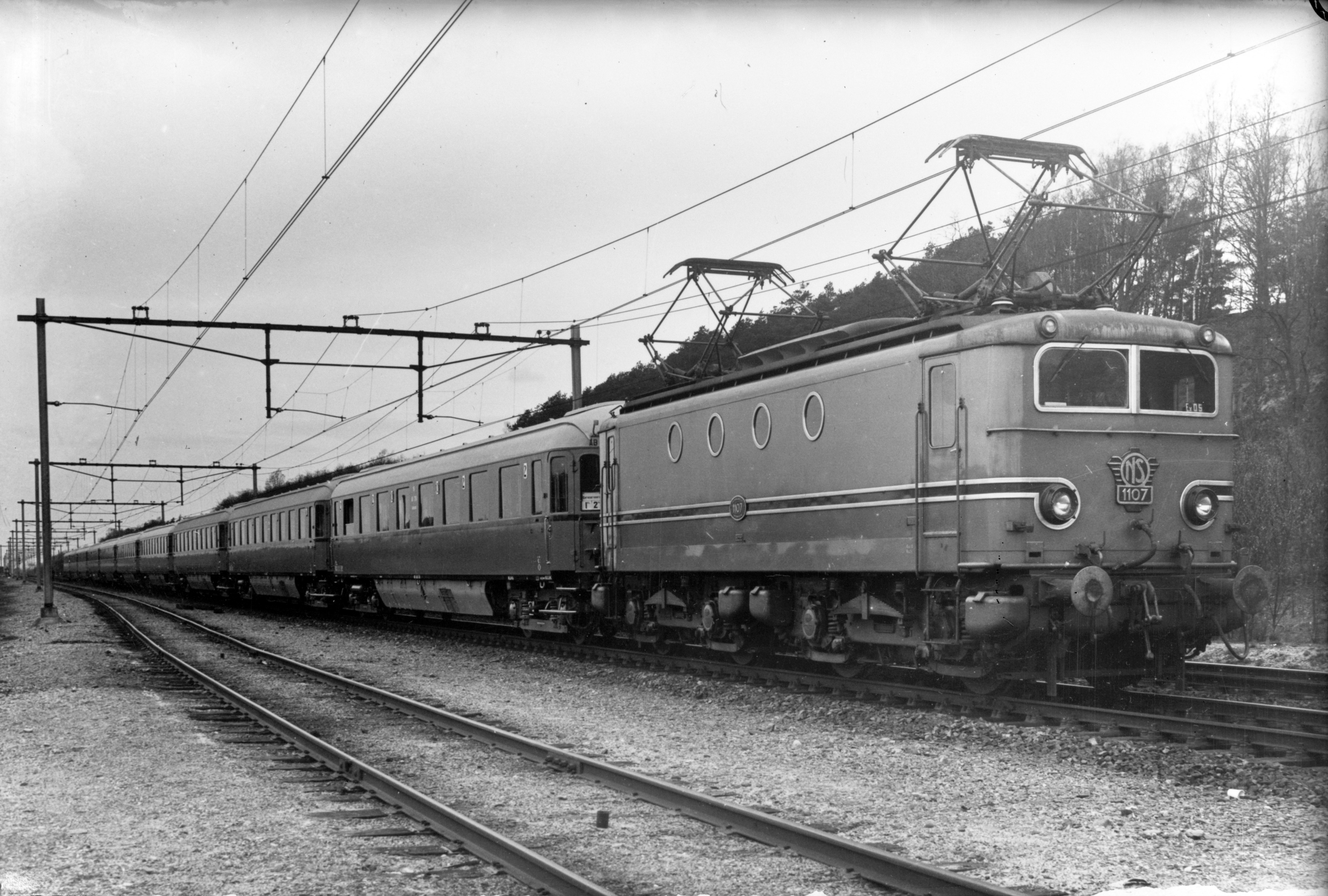
1100形電気機関車

第164快速列車はレーワルデン – ズウォレ – アメルスフォールト – ユトレヒト CS – ロッテルダム CSを走る列車であった。この列車は牽引機関車と客車で編成されており、ロッテルダムの方向に先頭機関車が連結されていた。
- 1131号機（英語版） + B 5710 + A 6544 + RD 6969 + B 6614 + B 6691 + B 6604 + B 5238 + B 6695 + AB 7361 + B 5830 + B 5237 客車の大半は1955年に登場したプランE (Plan E) であり、当時は新型であった。AB 7361という客車はプランK (Plan K) であり、B 5710、B 5830、B 5237という客車は (Mat '24) を改造したものであった。

普通列車には180人が乗車していたと推定され、快速列車には約900人が乗車していた。

## 事故の経過

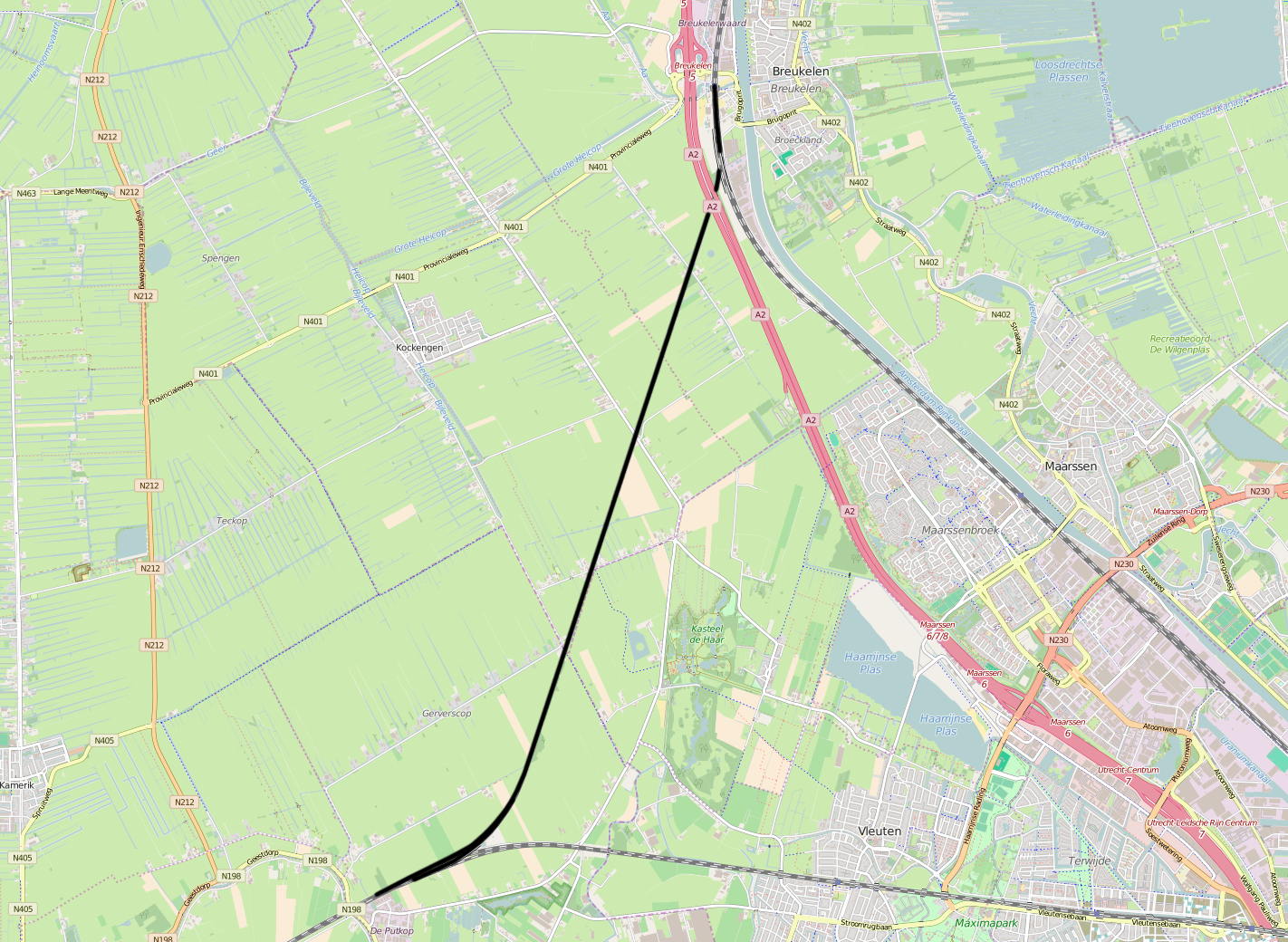
地図左下がハルメレン分岐点。普通列車はブリューケレン方面（地図上側）に至る支線（黒太線）に平面交差で入線しているところにユトレヒト方面（地図右下）から入線した快速列車と衝突した。

快速列車は定刻より6分遅延していたこともありハルメレン分岐点 (Harmelen Aansluiting) に到着せず、普通列車に対しウールデンからブリューケレンへの線路閉塞を9時14分に開放。ただこの時列車指令員は快速列車の存在には気がついていなかった。
普通列車は4分後に分岐点に差し掛かりブリューケレン方面へと向かうところだったが、この時快速列車も分岐点に接近し自動的に列車指令員へ通知が入った。更に分岐点直前の信号機が停止現示であることを示す黄色信号が点灯していたが、濃霧であったこともあり信号に気づかないまま125km/hで通過。分岐点直前の赤信号に気づき急ブレーキをかけたものの支線に入るところだった普通列車の正面付近に107km/hで衝突した。

## 被害状況

### 第164快速列車
機関車は衝突により右側に脱線し、普通列車と快速列車の1両目は一緒に滑走。続く快速列車の4両の客車は脱線し普通列車を擦った。快速列車の他の6両の客車は軌道上に残った。このため機関車と進行方向側前2両の客車が現場で解体・廃車となった。

### 第464普通列車
4連編成の車両の1両目は快速列車の客車が突っ込んだため全壊し、2両目は側面を損傷。3両目は1両目と快速列車に押し潰される格好となった。4連編成の車両の4両目と2連編成の全車両は急停車により損傷したが軌道上に残った。結局4両編成の車両全てが廃車となった。

## 犠牲者数
この衝突で運転士2人を含む91人が死亡し54人が重症を負った。重傷者のうち2人は後に病院で死亡した。

## 事故後

### 調査
早速オランダ鉄道事故調査委員会によって大規模な調査が行われ、信号系統の故障や列車運行管理システムの誤作動も疑われた。 Men heeft ter plaatse vastgesteld dat het "gemiste" gele sein daadwerkelijk geel licht uitstraalde en het laatste sein voor Harmelen vanaf Utrecht rood licht. 快速列車の機関車のsnelheidsmeterbandは運転士が黄色信号を通過後にブレーキをかけていないことを示していた。彼は赤信号を確認した時点でブレーキをかけ始めたものの、その時の速度が時速125kmであったため、普通列車が通過していた分岐器までの距離は不十分だった。

### Proces
De Rechtbank, die onder grote publiciteit deze zaak behandelde, werd uitgebreid met deskundigen op het gebied van de spoorwegtechniek.

### 対策
この事故を受けてオランダでは自動列車制御装置の導入が加速し、1992年にほぼ全線での整備を完了した。 加えて濃霧での視認性の悪さが原因だったこともあり、駅や信号所などへのブレーキ制動範囲内の信号機に反射材を設置することとなった。
なお事故現場の分岐点は1990年代に高架橋を伴う立体交差となった。

### 記念碑

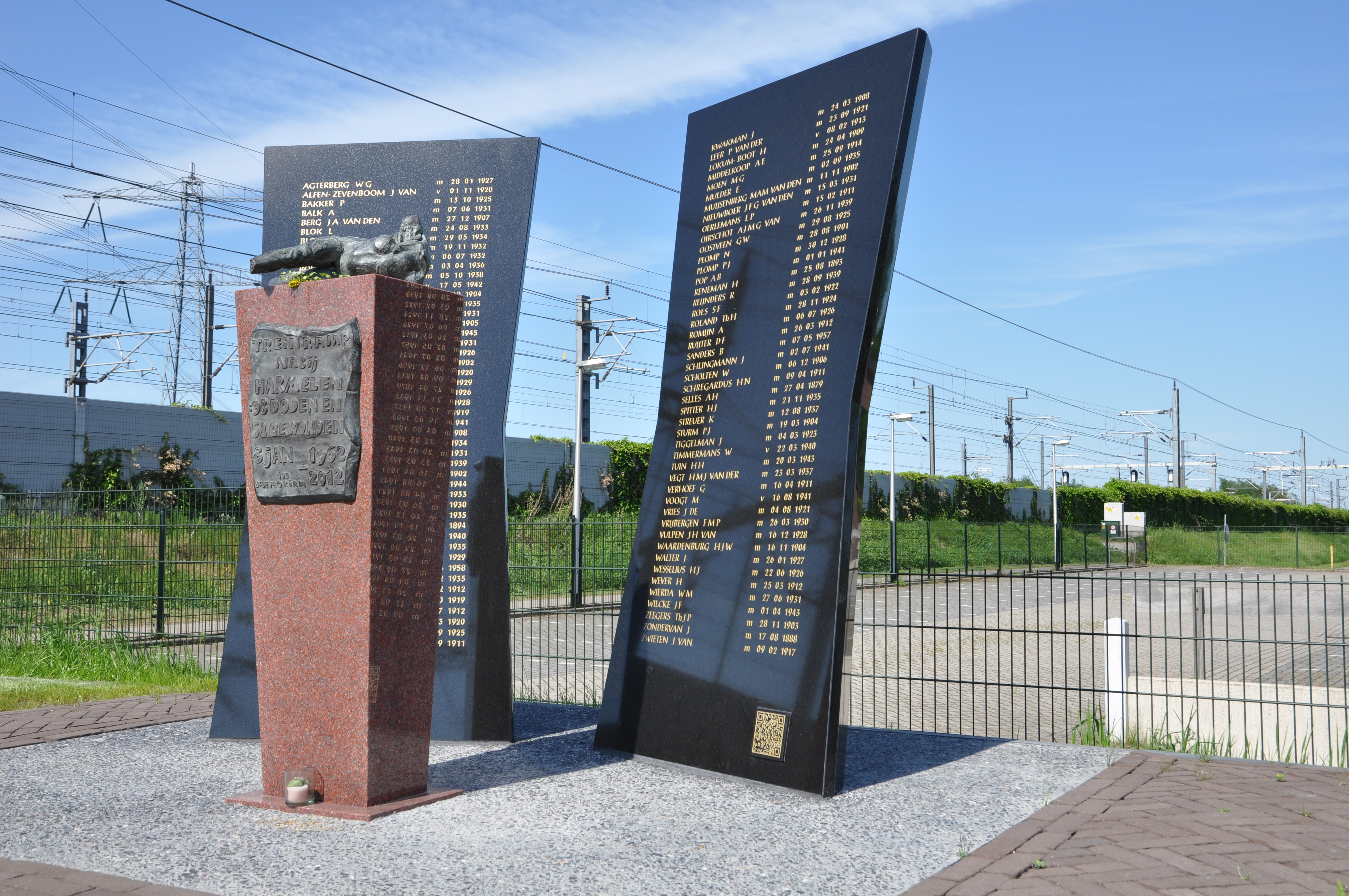
事故現場の慰霊碑

事故からちょうど50年後の2012年1月8日に現場近くにタエケ・フリソ・デ＝ヨングの手による慰霊碑が完成した。 デ＝ヨングの父親はハルメレンで医師を務めており、事故発生当時は犠牲者の身元確認に関わっていた。